# Južna bukva
Južna bukva (notofag, sjajna bukva; lat. Nothofagaceae), biljna porodica s jednim jedinim rodom, notofag ili južnom bukvom (sjajna bukva, antarktička bukva, Nothofagus), koji je nekada pripisivan porodici bukovki (Fagaceae). Ime joj dolazi iz grčkog νόϑος u značenju lažan + fagus = bukva). Porodici i rodu pripada oko 40 vrsta, a rod je opisao još 1850. nemačko-nizozemski botaničar Karl Ludwig von Blume, a porodicu Ludmila Kuprianova (Людмила Андреевна Куприянова).
Vrste ove porodice rastu na južnoj zemljinoj polutki u Južnoj Americi, Australija, Novom Zelandu i Tasmaniji. Drvo se kao i bukovo koristi u stolarstvu, bačvarstvu, izradi furnira, papira i drugoga.
Generička taksonomija Nothofagaceae je revidirana. Predstavljena je nova filogenetska analiza morfoloških obilježja i mapirano na nedavno objavljeno filogenetsko stablo dobiveno iz podataka sekvenci DNK. Rezultati ovih i prethodnih analiza snažno podržavaju monofiliju četiri klade Nothofagaceae koje se trenutno tretiraju kao podrodovi Nothofagus. Četiri klade Nothofagaceae su robusne i dobro oslonjene, s dubokim divergencijama stabljike, imaju evolucijsku ekvivalentnost s drugim rodovima Fagales i mogu se opisati morfološkim karakteristikama. Tvrdi se da su te morfološke i molekularne razlike dovoljne da se četiri klade Nothofagaceae prepoznaju na primarnom rangu roda i da će ova klasifikacija biti informativnija i učinkovitija od trenutno ograničenog Nothofagusa s četiri podroda.
Nothofagus je opisan tako da uključuje pet vrsta iz južne Južne Amerike, Lophozonia i Trisyngyne su vraćene, a novi rod Fuscospora je opisan. Fuscospora i Lophozonia, sa šest odnosno sedam vrsta, pojavljuju se na Novom Zelandu, južnoj Južnoj Americi i Australiji. Trisyngyne se sastoji od 25 vrsta iz Nove Kaledonije, Papue Nove Gvineje i Indonezije. U svakom od ovih rodova daju se nove kombinacije prema potrebi.

## Rodovi
1. Nothofagus Blume (5 spp.)
2. Fuscospora (R. S. Hill & J. Read) Heenan & Smissen (6 spp.)
3. Lophozonia Turcz. (7 spp.)
4. Trisyngyne Baill. (21 spp.)

## Vrste
1. Nothofagus antarctica (G.Forst.) Oerst., antarktička bukva
2. Nothofagus betuloides (Mirb.) Oerst.
3. Nothofagus dombeyi (Mirb.) Oerst.
4. Nothofagus nitida (Phil.) Krasser
5. Nothofagus pumilio (Poepp. & Endl.) Krasser

Vrste navedene ispod ponekad se uključuju u rodove Lophozonia Turcz. (7 vrsta); Trisyngyne Baill. (21 spp); i Fuscospora (R. S. Hill & J. Read) Heenan & Smissen (6 spp.)
1. Nothofagus aequilateralis (Baum.-Bod.) Steenis  = Trisyngyne aequilateralis Baum.-Bod.
2. Nothofagus alessandrii Espinosa = Fuscospora alessandri (Espinosa) Heenan & Smissen
3. Nothofagus alpina (Poepp. & Endl.) Oerst. = Lophozonia alpina (Poepp. & Endl.) Heenan & Smissen
4. Nothofagus balansae (Baill.) Steenis = Trisyngyne balansae Baill.
5. Nothofagus baumanniae (Baum.-Bod.) Steenis  = Trisyngyne baumanniae Baum.-Bod.
6. Nothofagus brassii Steenis = Trisyngyne brassii (Steenis) Heenan & Smissen;
7. Nothofagus carrii Steenis = Trisyngyne carrii (Steenis) Heenan & Smissen
8. Nothofagus cliffortioides (Hook.f.) Oerst., planinska bukva = Fuscospora cliffortioides (Hook.f.) Heenan & Smissen
9. Nothofagus codonandra (Baill.) Steenis = Trisyngyne codonandra Baill.
10. Nothofagus crenata Steenis = Trisyngyne crenata (Steenis) Heenan & Smissen
11. Nothofagus cunninghamii (Hook.) Oerst. = Lophozonia cunninghamii (Hook.) Heenan & Smissen
12. Nothofagus discoidea (Baum.-Bod.) Steenis = Trisyngyne discoidea Baum.-Bod.
13. Nothofagus flaviramea Steenis = Trisyngyne flaviramea (Steenis) Heenan & Smissen
14. Nothofagus fusca (Hook.f.) Oerst., crvena bukva = Fuscospora fusca (Hook.f.) Heenan & Smissen
15. Nothofagus glauca (Phil.) Krasser = Lophozonia glauca (Phil.) Heenan & Smissen
16. Nothofagus grandis Steenis = Trisyngyne grandis (Steenis) Heenan & Smissen
17. Nothofagus gunnii (Hook.f.) Oerst. = Fuscospora gunnii (Hook.f.) Heenan & Smissen
18. Nothofagus ×leoni Espinosa
19. Nothofagus macrocarpa (A.DC.) F.M.Vázquez & R.A.Rodr. = Lophozonia macrocarpa (A.DC.) Heenan & Smissen
20. Nothofagus menziesii (Hook.f.) Oerst., srebrna bukva = Lophozonia menziesii (Hook.f.) Heenan & Smissen
21. Nothofagus moorei (F.Muell.) Krasser, australska bukva = Lophozonia moorei (F.Muell.) Heenan & Smissen
22. Nothofagus nuda Steenis = Trisyngyne nuda (Steenis) Heenan & Smissen
23. Nothofagus obliqua (Mirb.) Oerst., Robinova bukva = Lophozonia obliqua (Mirb.) Heenan & Smissen
24. Nothofagus perryi Steenis = Trisyngyne perryi (Steenis) Heenan & Smissen
25. Nothofagus pseudoresinosa Steenis = Trisyngyne pseudoresinosa (Steenis) Heenan & Smissen
26. Nothofagus pullei Steenis = Trisyngyne pullei (Steenis) Heenan & Smissen
27. Nothofagus resinosa Steenis = Trisyngyne resinosa (Steenis) Baum.-Bod.
28. Nothofagus rubra Steenis = Trisyngyne rubra (Steenis) Baum.-Bod.
29. Nothofagus solandri (Hook.f.) Oerst., crna bukva = Fuscospora solandri (Hook.f.) Heenan & Smissen
30. Nothofagus starkenborghiorum Steenis = Trisyngyne starkenborghiorum (Steenis) Heenan & Smissen
31. Nothofagus stylosa Steenis = Trisyngyne stylosa (Steenis) Heenan & Smissen
32. Nothofagus truncata (Colenso) Cockayne = Fuscospora truncata (Colenso) Heenan & Smissen
33. Nothofagus womersleyi Steenis = Trisyngyne womersleyi (Steenis) Heenan & Smissen
34. Nothofagus ×apiculata (Colenso) Cockayne = Fuscospora ×apiculata (Colenso) Heenan & Smissen
35. Nothofagus ×blairii (Kirk) Cockayne = Fuscospora ×blairii (Kirk) Heenan & Smissen
36. Nothofagus ×solfusca Allan =

## Galerija
- Nothofagus moorei
- Nothofagus alessandrii
- Nothofagus antarctica
- bačve od drveta vrste Nothofagus alpina